# إيلان هاليفي
إيلان هاليفي صحفي وكاتب ورجل سياسة يهودي فلسطيني، ولد عام 1943 في فرنسا، من الشخصيات اليهودية النادرة الموجودة في منظمة التحرير الفلسطينية.
يقول ايلان هاليفي عن نفسه: «أنا 100 بالمئة يهودي و100 بالمئة عربي».
عُيّن إيلان هاليفي ممثلا رسمياً لمنظمة التحرير الفلسطينية في أوروبا، ومندوب المنظمة في الاشتراكية الدولية، كما كان نائباً لوزير الخارجية في الحكومة الفلسطينية، وشارك في مؤتمر مدريد للسلام في وفد منظمة التحرير عام 1991. وتقول عنه حنان عشراوي بأنه كان عضواً في منظمة مآفاك (النضال) وهي منظّمة يسارية متطرفة إسرائيلية تعارض الصهيونية في أوائل السبعينات، وبعد حرب تشرين، واختلاف المعادلات الاستراتيجية في النضال الفلسطيني والصراع العربي الإسرائيلي، شارك هاليفي في حركات فلسطينية إسرائيلية مشتركة كثيرة معادية للاحتلال الإسرائيلي.
يعرف عنه عداؤه الشديد للفكر الصهيوني وانتقاداته اللاذعة لليمين الإسرائيلي، يسكن حالياً في برلين
عضو مؤسس في مجلة الدراسات الفلسطينية، وصاحب كتب عديدة ترجمت بعضها إلى العربية أهمها:
إسرائيل من الإرهاب إلى مجازر الدولة - صدر بترجمة عربية عن دار الهلال بيروت
في مواجهة الحرب، رسالة من رام الله (بالفرنسية) صادر عام 2003 عن دار الآكت سود آرليس
رحلات الذهاب والعودة (بالفرنسية، وهو يقارب البيوغرافيا والنقد السياسي اللاذع لإسرائيل وسياستها ضد الفلسطينيين) صادر عام 2005 عن دار فلاماريون باريس.